# Galerista

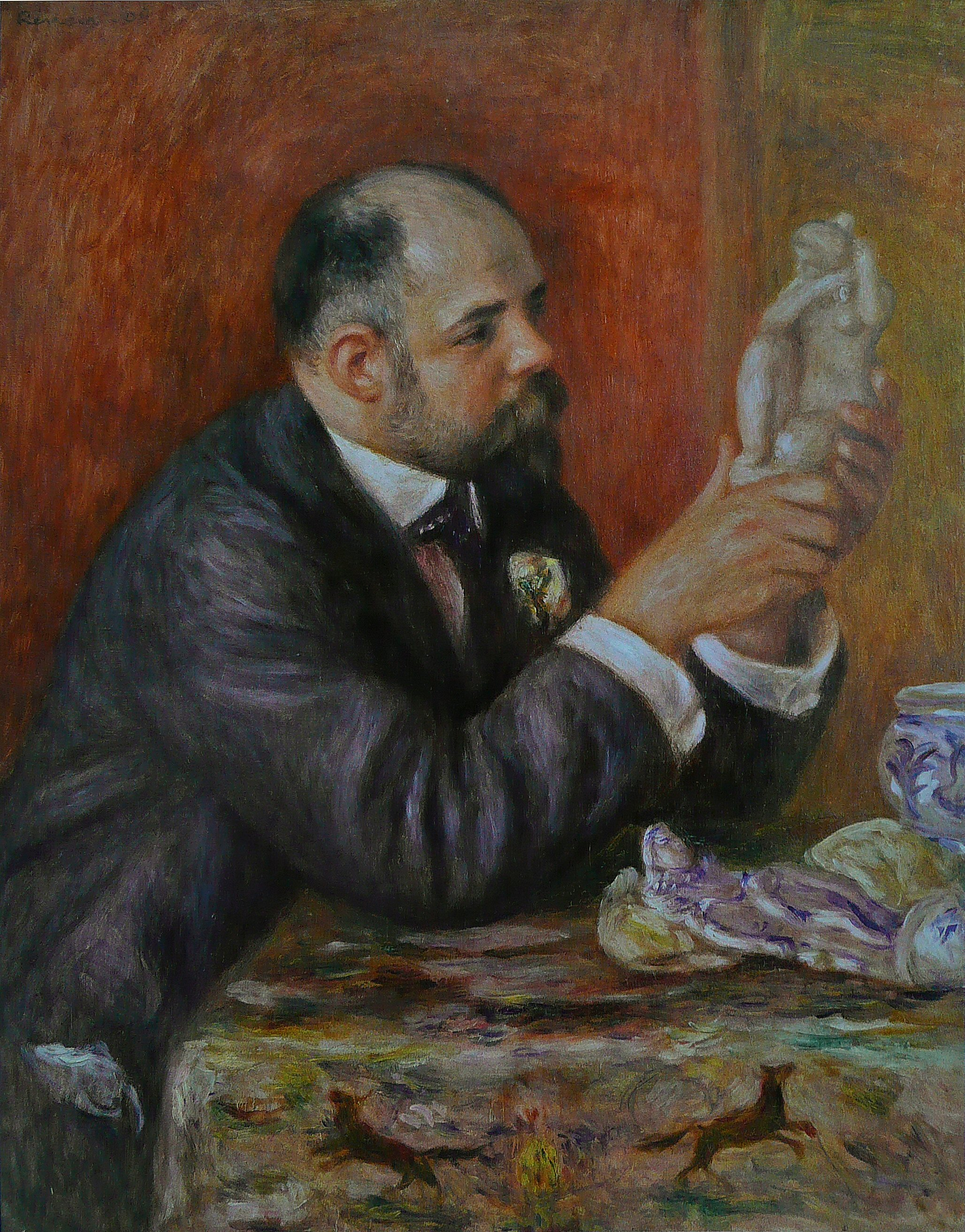
Portrét galeristy Ambroise Vollarda od Renoira

Galerista (od galerie, výstavní místnost) je obchodník, který provozuje výstavní místnost pro výtvarné umění nebo fotografii. Od jiných obchodníků s uměním se liší právě tím, že sám pořádá výstavy. Galeristé plní důležitou funkci, protože veřejnost seznamují zejména se současnými umělci a těm naopak zprostředkují styk se sběrateli a kupci.

## Významní galeristé
Hlavně na přelomu 19. a 20. století sehráli někteří galeristé velmi významnou úlohu ve vývoji moderního umění – impresionismu, kubismu, surrealismu a dalších. Mezi nejznámější patřili Paul Durand-Ruel (1831–1922), Paul Guillaume (1891–1934), Daniel-Henry Kahnweiler (1884–1979) a Ambroise Vollard (1869–1939) v Paříži, Heinrich Thannhauser (1859–1934) v Mnichově, Klaus Perls (1912–2008) v New Yorku nebo Ernst Beyeler v Basileji. Většina z nich byla zároveň také sběrateli a někteří kromě toho i mecenáši výtvarných umělců.
Významným galeristou fotografických děl byl Alfred Stieglitz (1864 – 1946). Ve svých newyorských galeriích Little Galleries of the Photo-Secession, 291, The Intimate Gallery a An American Place vystavoval během čtyřiceti let fotografie uznávaných i začínajících evropských a amerických fotografů a výtvarná díla impresionistů, postimpresionistů, kubistů, futuristů a představitelů dalších nových uměleckých směrů.